# Mpumalanga Tour
Le Mpumalanga Tour  est une course cycliste disputée au mois de janvier dans la province du Mpumalanga, en Afrique du Sud. Plus grande course par étapes du pays, elle inaugure habituellement la saison cycliste en Afrique du Sud, au niveau national. 
La première édition de l'épreuve se tient en 2016. Elle est à la fois ouverte aux hommes et aux femmes, ainsi qu'à diverses catégories. 

## Palmarès
| Année | Vainqueur      | Deuxième       | Troisième         |
| ----- | -------------- | -------------- | ----------------- |
| 2016  | Willie Smit    | Calvin Beneke  | Hendrik Kruger    |
| 2017  | Willie Smit    | Brendon Davids | Chris Jooste      |
| 2018  | Matt Beers     | Jayde Julius   | Gabriel Combrinck |
| 2019  | Matt Beers     | Willie Smit    | Wessel Botha      |
| 2020  | pas de course  | pas de course  | pas de course     |
| 2021  | Brandon Downes | Nico Bell      | Jayde Julius      |
| 2022  | Marc Pritzen   | Jaco van Dyk   | Brandon Downes    |